# 와루이지
와루이지(ワルイージ, Waluigi)는 마리오 시리즈의 캐릭터이다. 주로 와리오와 한 쌍으로 나온다.

## 개요
와루이지는 마리오 테니스 64 작품으로 데뷔하였다. 이후 많은 게임 (마리오 카트, 마리오 파티, 마리오 파워 사커, 마리오와 소닉 밴쿠버 동계올림픽 등)에 출연하고 있다. 단독 주인공으로 나온 게임은 없다.

## 스탯
와루이지는 와리오보다 파워가 뛰어나지 않지만 높은 테크닉 스탯으로 여러 작품에서 묘사되고 있다. 와루이지는 마리오 카트 DS에서는 중량급 정도였지만, 이후에는 대부분 게임에서 무제한급으로 알려져있으며, 마리오 게임에 현존하는 인간 캐릭터 중 키가 가장 크다. 키가 마리오랑 30cm 정도 차이 난다고 한다.